# Waterstadtoren
La Waterstadtoren (« tour de la Ville d'Eau ») est un gratte-ciel de 109 mètres de hauteur construit à Rotterdam aux Pays-Bas de 2002 à 2004. L'immeuble abrite 168 logements sur une surface de plancher de 32 200 m2.
Début 2011 c'était le 9° plus haut gratte-ciel de Rotterdam.
L'architecte est l'agence HM Architekten